# Cimetière militaire allemand de Nampcel
Le cimetière militaire allemand de Nampcel est un cimetière militaire de la Première Guerre mondiale situé sur le territoire de la commune de Nampcel dans le département de l'Oise.

## Localisation
Le cimetière est situé au carrefour de la D 935 et de la D 145.

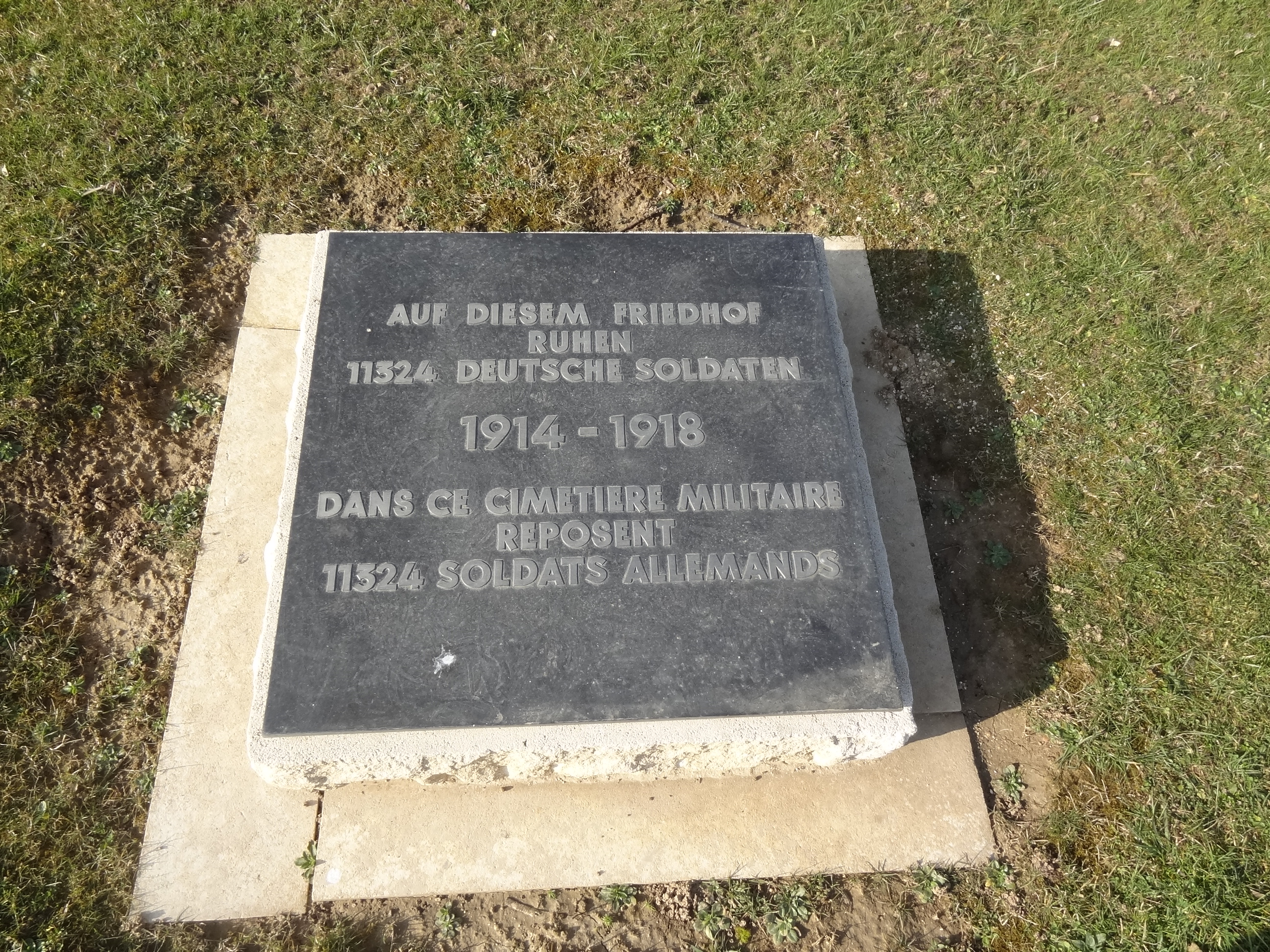
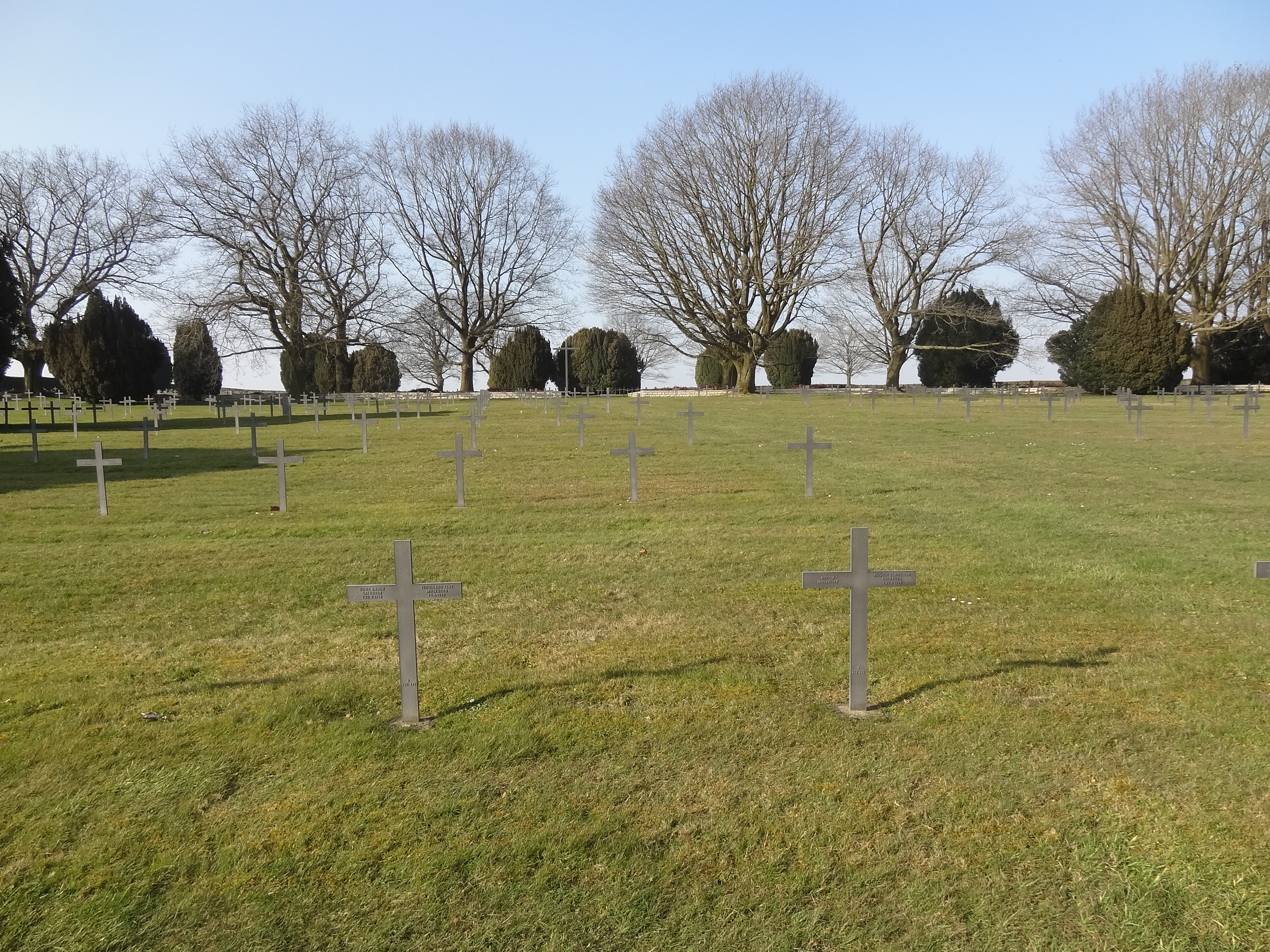

## Historique
Cette nécropole, édifiée en 1919 par l’État français, était au départ un cimetière mixte franco-allemand. En 1922, il est transformé en cimetière militaire allemand uniquement. Les tombes françaises ont été déplacées et ont été réunies des tombes provenant de plus d'une centaine de lieux différents, situés jusqu'à 35 km alentour, parmi lesquels Faverolles, Montgobert, Berneuil, Berny-Rivière, Cuise-la-Motte, Trosly-Breuil, Choisy-au-Bac, Cœuvres-et-Valsery, Vic-sur-Aisne, Saint-Christophe à Berry, Attichy, Pierrefonds, Villers-Cotterêts, Lagny, Noyon, Crisolles, Cuts, Guiscard, Berlancourt, Beaulieu-les-Fontaines, Moulin-sous-Touvent, Evricourt, Villeselve, Chevilly, Ecuvilly, Carlepont, Bussy, Cuy, Appilly, Sermaize, Pontoise-lès-Noyon, Catigny, Frétoy-le-Château, Golancourt, Libermont, Quesmy, Beaurains et les hameaux de La-Croix-Baquet, Offémont, la ferme Riverseau, les carrières de Cœuvres et Confrécourt.

## Caractéristiques
Sont rassemblés dans ce cimetière les corps de soldats tués au cours de combats des 20 et 21 septembre 1914 et des combats s'étant déroulés jusqu'en mars 1917, au moment où les Allemands se retirèrent sur la ligne Hindenburg.
La majorité des corps inhumés sont ceux de soldats tués au cours de l'année 1918, principalement lors des offensives allemandes du printemps :  la première, le 21 mars, en direction d'Amiens, la deuxième au cours de la bataille du Matz, en juin 1918 et au cours de la contre-offensive alliée qui suivit.
Le cimetière rassemble 11 324 corps : 6 574 dans des tombes individuelles matérialisées par des croix en métal (93 n'ont pu être identifiés) et 4 750 corps inhumés dans quatre ossuaires dont seuls 894 sont identifiés.